# Kers
Kers – brazylijski producent elektrycznych trójkołowych samochodów z siedzibą w Cascavel działający od 2011 roku.

## Historia
Na początku drugiej dekady XXI wieku w Cascavel w brazylijskim stanie Parana powstało przedsiębiorstwo Kers, które za swój nadrzędny cel obrało opracowanie od podstaw niewielkiego, taniego miejskiego samochodu o w pełni elektrycznym napędzie. Inicjatywa uzyskała wsparcie Uniwersytetu Stanowego Parany, brazylijski instytut Inbramol, a także lokalne władze stanowe. Prace rozwojowe nad brazylijskim samochodem trwały łącznie 10 lat, do końca dobiegając w 2021 roku.
Oficjalna prezentacja przedprodukcyjnego modelu brazylijskiego przedsiębiorstwa, który otrzymał nazwę Kers Wee, odbyła się pod koniec listopada 2021 roku. Samochód przyjął nietypową postać trójkołowca, wyróżniając się zwężanym ku tyłowi nadwoziu z pojedynczym kołem go wieńczącym. Produkcja pojazdu ma docelowo rozpocząć się w drugiej połowie 2022 roku w brazylijskim mieście Maringá, kierując go do klientów na rynku lokalnym jako docelowo najtańszy samochód elektryczny w kraju – za cel obierając zatem zaoferowanie korzystniejszej cenowo oferty od dotychczas najtańszego samochodu na prąd w Brazylii, modelu JAC e-JS1.

## Modele samochodów

### Planowane
- Wee